# Octobriana

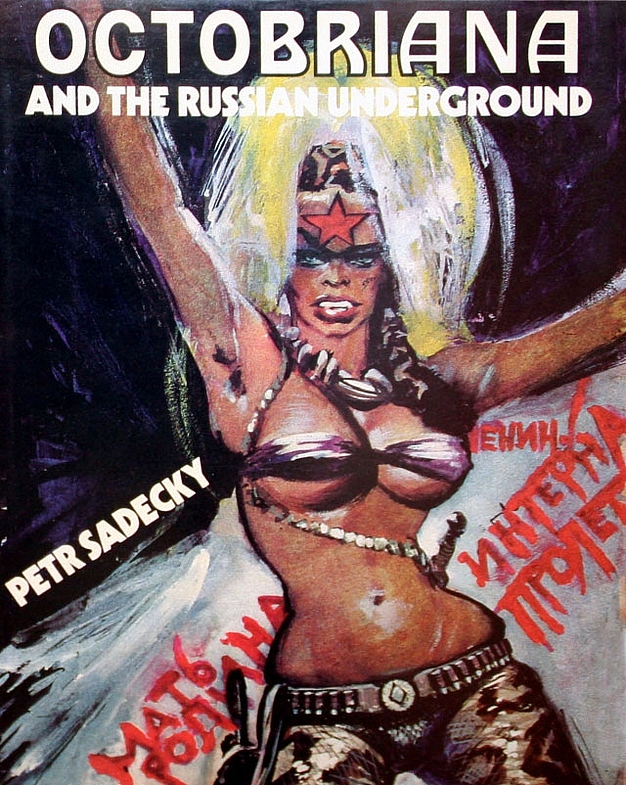
"Octobriana and the Russian Underground" di Petr Sadecký

Octobriana (Oktyabrina) è un personaggio immaginario dei fumetti russi di genere supereroistico, creato da Petr Sadecký sulla base delle opere artistiche di Bohumil Konečný e Zdeněk Burian. Secondo quanto riportato sul libro del 1971 "Octobriana and the Russian Underground" di Petr Sadecký, il personaggio sarebbe stato creato negli anni sessanta da un gruppo di artisti dissidenti russi noto come Progressive Political Pornography (PPP), ma si è poi verificato che probabilmente era una bufala e il personaggio risulterebbe quindi essere quindi un falso letterario.

## Storia editoriale
Secondo alcune versioni, il personaggio venne concepito all'interno dell'ambiente underground e goliardico delle università russe nel corso degli anni sessanta, disegnata da autori diversi inizialmente rifacendosi allo stile delle pin-up occidentali per poi evolvere trovando proprie soluzioni espressive. Il personaggio incominciò a definirsi intorno al 1966 ma l'impossibilità di distribuirne i fumetti ne limitò la produzione, seppure anonima, ma questo non ne ostacolò la notorietà  anche in occidente divenendo una icona del fumetto e raro esempio dei fumetti russi. In Octobriana and the Russian Underground, Sadecký descrive il PPP come un gruppo di cellule libere, non solo in Russia, ma in tutta l'Unione Sovietica. Questo gruppo, scrisse Sadecký, iniziò intorno al 1957, dopo il 20º Congresso del Partito Comunista dell'Unione Sovietica nel 1956. Più tardi hanno messo insieme i fumetti samizdat, ovvero autoprodotti e distribuiti a mano, sul personaggio, che si dice incarni i principi della rivoluzione russa e combatte sia contro l'oppressione russa che quella americana. Sadecky fornisce una versione del personaggio nella quale risulta essere figlia di una vichingo e di una principessa tolteca, il cui nome originale era Mahari (che significa "fanciulla divina" in sanscrito). Le furono somministrati trattamenti radianti che la resero immortale e il passaggio in vulcano radioattivo la rese un essere sovrumano.
Il personaggio venne in realtà creato da Petr Sadecký il quale, mentre era a Praga, si avvalse dell'aiuto di due artisti cechi, Bohumil Konečný e Zdeněk Burian, per creare un fumetto incentrato sul personaggio di "Amazona". Sadecký disse ai due che aveva un compratore interessato al fumetto e insieme lavorarono alla sua realizzazione. Tuttavia Sadecký imbrogliò gli altri due rubando tutto il lavoro eseguito e fuggendo in occidente dove, nel tentativo di venderlo, ne cambiò alcuni aspetti come i dialoghi, disegnando una stella rossa sulla fronte del personaggio e così riuscendo ad aver successo dopo che diede una connotazione politica al personaggio trasformandolo in "Octobriana: the spirit of the October Revolution" (Octobriana: lo spirito della Rivoluzione d'Ottobre). Alcune incongruenze nella sua storia come una tavola in cui viene definita "Amazona" (pagina 83), danno credito a questa teoria. Inoltre, Burian e Konečný citarono Sadecký in un tribunale della Germania occidentale, vincendo la causa ma non riuscendo a recuperare mai tutte le loro opere d'arte rubate. Poiché Octobriana è ancora ampiamente creduta essere il prodotto di cellule dissidenti all'interno dell'URSS, non è protetta da copyright ed è apparso in una varietà di incarnazioni artistiche.
Il personaggio ha tratti in comune con il francese Barbarella e venne incarna lo spirito della Rivoluzione d'ottobre, protagonista di storie pubblicate illegalmente e distribuite segretamente a mano nell'ambiente delle università.
Essendo un personaggio che incarnava ideali comunisti, era utilizzabile da chiunque lo volesse e non protetto da diritti d'autore. Questo la rese, in parte, l'ispirazione per la creazione di Jenny Everywhere.